# Liste des sites Ramsar à Antigua-et-Barbuda
Cet article recense les zones humides d'Antigua-et-Barbuda concernées par la convention de Ramsar.

## Statistiques
La convention de Ramsar est entrée en vigueur à Antigua-et-Barbuda le 2 octobre 2005.
En janvier 2020, le pays compte 1 site Ramsar, couvrant une superficie de 36 km2.

## Liste
| Site                      | subdivision | Notes | Date        | Superficie (km²) | Altitude (m) | Identifiant Ramsar | Identifiant WDPA | Coordonnées                 | Photo |
| ------------------------- | ----------- | ----- | ----------- | ---------------- | ------------ | ------------------ | ---------------- | --------------------------- | ----- |
| Lagune de Codrington (en) | Barbuda     |       | 2 juin 2005 | 36,00            | 6            | 1488               | 902698           | 17° 39′ nord, 61° 51′ ouest |       |